# Yarisley Silva
Yarisley Silva Rodríguez (née le 1er juin 1987 à Pinar del Río) est une athlète cubaine spécialiste du saut à la perche, vice-championne olympique en 2012, championne du monde en salle en 2014 à Sopot et championne du monde en 2015 à Pékin.

## Carrière

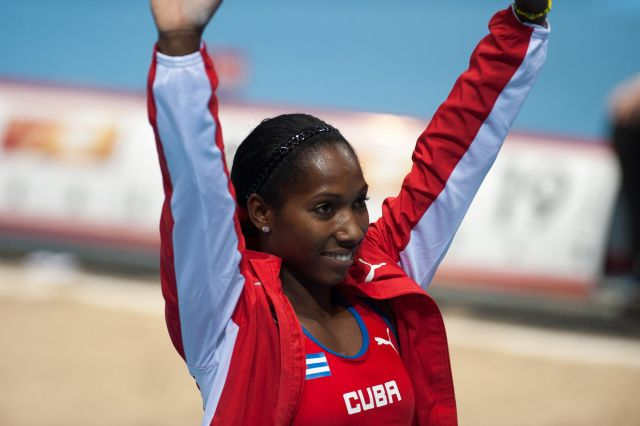
Yarisley Silva en mars 2014 lors des mondiaux en salle de Sopot où elle décroche le titre mondial.

Deuxième des Jeux d'Amérique centrale et des Caraïbes de 2006 derrière sa compatriote Maryoris Sánchez, elle se classe troisième des Jeux panaméricains de 2007 en effaçant une barre à 4,30 m. Elle améliore son record personnel en 2008 en franchissant à plusieurs reprises 4,50 m, et remporte en 2009 les Championnats d'Amérique centrale et des Caraïbes de La Havane avec la marque de 4,40 m.
En juillet 2011, à Barcelone, la Cubaine porte son record personnel à 4,66 m et établit à cette occasion un nouveau record de Cuba. Elle termine ensuite 5e de la finale des championnats du monde de Daegu avec 4,70 m, nouveau record puis remporte le 24 octobre les Jeux panaméricains devant Fabiana Murer avec 4,75 m améliorant donc une nouvelle fois son propre record de Cuba.

### Vice-championne olympique (2012)
Elle égale le record national en finale des Jeux olympiques de 2012, à Londres, en terminant deuxième du concours derrière l'Américaine Jennifer Suhr qui ne la devance qu'aux nombre d'essais franchis (4,75 m), et devant la Russe Yelena Isinbayeva (4,70 m).
En 2013, Yarisley Silva porte son record personnel et national à 4,90 m à Hengelo. Plus tard, elle remporte la médaille de bronze des Championnats du monde de Moscou avec 4,82 m, derrière Yelena Isinbayeva (4,89 m) et Jennifer Suhr (4,82 m).

### Titre mondial en salle (2014) et en plein air (2015)
En mars 2014, Silva remporte son premier titre international en décrochant l'or des Championnats du monde en salle de Sopot. Avec 4,70 m, elle devance aux essais les médaillées d'argent, la Russe Anzhelika Sidorova et la Tchèque Jiřina Svobodová. En plein air, elle ne passera pas non plus les 4,70 m. Elle remporte tout de même les Jeux d'Amérique centrale et des Caraïbes de Veracruz avec 4,60 m.

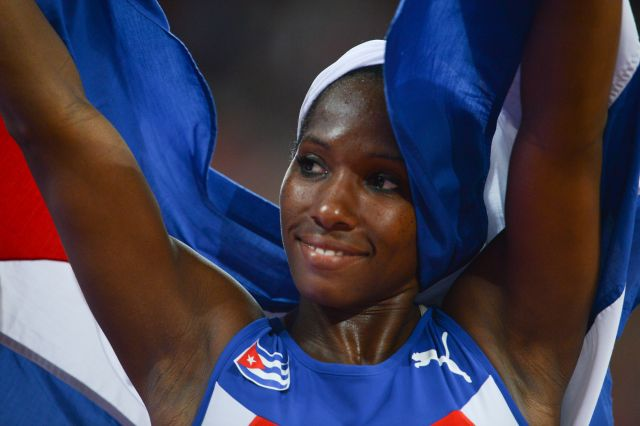
Yarisley Silva en août 2015 lors des Championnats du monde de Pékin où elle célèbre son titre mondial.

En 2015, elle retrouve les hauteurs. Lors Jeux panaméricains de Toronto, elle remporte le titre en améliorant de deux centimètres la meilleure performance mondiale de l'année de la grecque Nikoléta Kiriakopoúlou. Avec ses 4,85 m, elle devance la Brésilienne Fabiana Murer de cinq centimètres et signe sa deuxième meilleure performance personnelle de sa carrière. Quelques jours plus tard à Stockholm, Silva franchit 4,81 m sous des conditions météorologiques compliquées.
Le 2 août 2015 à Beckum, elle franchit une barre à 4,91 m sur son 3e essai. Elle améliore à nouveau la meilleure performance mondiale de l'année, son record national et devient désormais la 3e performeuse mondiale de tous les temps derrière Yelena Isinbayeva (5,06 m) et Jennifer Suhr (4,92 m). 
Le 26 août dans le Stade national et olympique de Pékin, Yarisley Silva remporte son premier titre mondial en plein air. Avec 4,90 m, elle devance la Brésilienne Fabiana Murer (4,85 m) et la Grecque Nikoléta Kiriakopoúlou (4,80 m). Elle succède à Yelena Isinbayeva (absente pour maternité) et devient la première championne du monde cubaine du saut à la perche. Elle échoue ensuite par trois fois à 5,01 m dans sa tentative de record des championnats. En fin de saison, elle se classe 3e du classement général de la Ligue de diamant derrière Nikoléta Kiriakopoúlou et Fabiana Murer.
Elle renonce à participer aux Championnats du monde en salle 2016 de Portland à cause des mauvaises conditions d'entrainements subit à Cuba. Elle ouvre sa saison estivale 2016 le 20 mai lors du Golden Spike Ostrava où elle se classe 2e avec 4,60 m derrière la Tchèque Jiřina Ptáčníková (4,60 m également). Elle franchit cette barre lors du Golden Gala de Rome où elle se classe 3e du concours derrière les Grecques Ekateríni Stefanídi et Nikoléta Kiriakopoúlou, toutes deux à 4,75 m. Elle retrouve les hauteurs 3 jours plus tard en s'imposant au Birmingham Grand Prix avec 4,84 m, nouvelle meilleure performance mondiale de l'année et record de la ligue de diamant.
Décevante, Yarisley Silva ne se classe que 7e de la finale des Jeux olympiques de Rio avec 4,60 m, loin du podium (4,80 m par Eliza McCartney).
Le 8 juin 2017, à Rome, Yarisley Silva franchit 4,75 m avant d'améliorer cette marque une semaine plus tard, à Oslo, avec 4,81 m. Le 6 août, Yarisley Silva ne conserve pas son titre de championne du monde à l'occasion des mondiaux de Londres, décrochant la médaille de bronze avec un saut à 4,65 m, à ex-aecquo avec la Vénézuélienne Robeilys Peinado.
Le 3 mars 2018, la Cubaine se classe 7e de la finale des championnats du monde en salle de Birmingham avec un saut à 4,60 m. Lors de la saison estivale, elle saute 4,73 m dans les rues d'Athènes début juin, puis améliore cette marque à 4,80 m lors du Meeting Herculis de Monaco, le 20 juillet. Le 29 juillet, lors des Jeux d'Amérique centrale et des Caraïbes de Barranquilla, Yarisley Silva réitère son titre acquis en 2014 en s'imposant avec 4,70 m, devant la Venezuelienne Robeilys Peinado (4,50 m). Le 11 août, elle termine 2e des championnats NACAC de Toronto avec 4,70 m, derrière l'Américaine Katie Nageotte (4,75 m).
Elle se classe 11e des championnats du monde 2019 avec 4,70 m.

## Palmarès
| Date | Compétition                              | Lieu             | Résultat | Marque  |
| ---- | ---------------------------------------- | ---------------- | -------- | ------- |
| 2006 | Jeux d'Amérique centrale et des Caraïbes | Carthagène       | 2e       | 3,95 m  |
| 2007 | Jeux panaméricains                       | Rio de Janeiro   | 3e       | 4,30 m  |
| 2009 | Champ. d'Am. centrale et des Caraïbes    | La Havane        | 1re      | 4,40 m  |
| 2011 | Championnats du monde                    | Daegu            | 5e       | 4,70 m  |
| 2011 | Jeux panaméricains                       | Guadalajara      | 1re      | 4,75 m  |
| 2012 | Championnats du monde en salle           | Istanbul         | 7e       | 4,55 m  |
| 2012 | Jeux olympiques                          | Londres          | 2e       | 4,75 m  |
| 2012 | Ligue de diamant                         | Ligue de diamant | 3e       | détails |
| 2013 | Championnats du monde                    | Moscou           | 3e       | 4,82 m  |
| 2013 | Ligue de diamant                         | Ligue de diamant | 2e       | détails |
| 2014 | Championnats du monde en salle           | Sopot            | 1re      | 4,70 m  |
| 2014 | Jeux d'Amérique centrale et des Caraïbes | Veracruz         | 1re      | 4,60 m  |
| 2015 | Jeux panaméricains                       | Toronto          | 1re      | 4,85 m  |
| 2015 | Championnats du monde                    | Pékin            | 1re      | 4,90 m  |
| 2015 | Ligue de diamant                         | Ligue de diamant | 3e       | détails |
| 2016 | Jeux olympiques                          | Rio de Janeiro   | 7e       | 4,60 m  |
| 2017 | Championnats du monde                    | Londres          | 3e       | 4,65 m  |
| 2018 | Championnats du monde en salle           | Birmingham       | 7e       | 4,60 m  |
| 2018 | Jeux d'Amérique centrale et des Caraïbes | Barranquilla     | 1re      | 4,70 m  |
| 2018 | Championnats NACAC                       | Toronto          | 2e       | 4,70 m  |
| 2018 | Coupe continentale                       | Ostrava          | 4e       | 4,55 m  |
| 2019 | Jeux panaméricains                       | Lima             | 1re      | 4,75 m  |
| 2019 | Ligue de diamant                         | Ligue de diamant | 8e       | 4,63 m  |
| 2019 | Championnats du monde                    | Doha             | 11e      | 4,70 m  |
| 2021 | Jeux olympiques                          | Tokyo            | 8e       | 4,50 m  |

## Records personnels
| Épreuve          | Épreuve   | Marque      | Lieu       | Date          |
| ---------------- | --------- | ----------- | ---------- | ------------- |
| Saut à la perche | Plein air | 4,91 m (NR) | Beckum     | 2 août 2015   |
| Saut à la perche | En salle  | 4,82 m (NR) | Des Moines | 24 avril 2013 |